# SE União Cacoalense
Die Sociedade Esportiva União Cacoalense ist ein brasilianischer Fußballverein aus Cacoal im Bundesstaat Rondônia.

## Geschichte
Gegründet 1982 ist União heute der älteste Verein von Cacoal. Seine erfolgreichste Zeit markieren die Jahre nach der Jahrtausendwende, als er vier Mal in Folge das Finale der Staatsmeisterschaft erreichte, von der er zwei gewinnen konnte. Diese Erfolge qualifizierten den Verein auch zu seinen bislang zwei einzigen Teilnahmen am nationalen Wettbewerb um die Copa do Brasil, in denen er jeweils in der ersten Runde gegen den Guarani FC, bzw. den Paysandu SC ausschied. In der Spielzeit 2004 hätte er auch in der damals untersten Spielklasse der nationalen Meisterschaft (Série C) antreten können, verzichtete aber auf sein Startrecht zugunsten des União EC aus Rondonópolis. Seither ist dem Verein keine weitere Qualifikation zu einem nationalen Wettbewerb gelungen. In der Saison 2022 erreichte der Club ein fünftes Mal das Finale der Staatsmeisterschaft, das er gegen den Real Ariquemes EC verlor.

## Erfolge
| Staatsmeisterschaft von Rondônia | (2×): | 2003, 2004 |

| Saison | Datum         | Ort         |                  | Ergebnis        | Gegner            |       |
| ------ | ------------- | ----------- | ---------------- | --------------- | ----------------- | ----- |
| 2001   | 24. Juni 2001 | Cacoal      | União Cacoalense | 1:1             | Ji-Paraná FC      | [ 4 ] |
| 2001   | 1. Juli 2001  | Ji-Paraná   | União Cacoalense | 1:1 (2:4 i. E.) | Ji-Paraná FC      | [ 4 ] |
| 2002   | 29. Juni 2002 | Cacoal      | União Cacoalense | 1:1             | CFA               | [ 5 ] |
| 2002   | 7. Juli 2002  | Porto Velho | União Cacoalense | 1:2             | CFA               | [ 5 ] |
| 2003   | 8. Juni 2003  | Porto Velho | União Cacoalense | 1:1             | CFA               | [ 6 ] |
| 2003   | 15. Juni 2003 | Cacoal      | União Cacoalense | 3:2             | CFA               | [ 6 ] |
| 2004   | 18. Juli 2004 | Ji-Paraná   | União Cacoalense | 2:2             | Ji-Paraná FC      | [ 7 ] |
| 2004   | 25. Juli 2004 | Cacoal      | União Cacoalense | 2:1             | Ji-Paraná FC      | [ 7 ] |
| 2022   | 7. Mai 2022   | Cacoal      | União Cacoalense | 2:2             | Real Ariquemes EC |       |
| 2022   | 15. Mai 2022  | Ariquemes   | União Cacoalense | 1:1             | Real Ariquemes EC |       |

| Saison | Datum            | Ort      |                  | Ergebnis | Gegner      |       |
| ------ | ---------------- | -------- | ---------------- | -------- | ----------- | ----- |
| 2004   | 18. Februar 2004 | Cacoal   | União Cacoalense | 1:1      | Guarani FC  | [ 8 ] |
| 2004   | 3. März 2004     | Campinas | União Cacoalense | 0:0 (a)  | Guarani FC  | [ 8 ] |
| 2005   | 16. Februar 2005 | Cacoal   | União Cacoalense | 0:1      | Paysandu SC | [ 9 ] |
| 2005   | 2. März 2005     | Belém    | União Cacoalense | 1:3      | Paysandu SC | [ 9 ] |